# Manipulatie (boek)
Manipulatie (oorspronkelijke Engelse titel: Mutation) is een boek geschreven door de Amerikaanse schrijver Robin Cook.

## Verhaal
Wanneer Victor junior geboren wordt blijkt het een normale baby te zijn. Totdat blijkt dat hij over een fenomenale intelligentie beschikt. Zijn vader die indertijd de genen van zijn zoon heeft gemanipuleerd begint schrik te krijgen. En inderdaad er komen huiveringwekkende gevolgen.